# Большая Ченчерь
Большая Ченчерь — село в Казанском районе Тюменской области России. Административный центр Большеченчерского сельского поселения.

## Климат
Климат континентальный с холодной продолжительной зимой и тёплым относительно коротким летом. Средняя температура воздуха самого холодного месяца (января) — −18 °C (абсолютный минимум — −45 °C). В летние месяцы температура может повышаться до 40 °C. Безморозный период длится в среднем 115—125 дней. Среднегодовое количество атмосферных осадков составляет 350 мм, из которых большая часть выпадает в тёплый период.

## История
До 1917 года входило в состав Ларихинской волости Ишимского уезда Тюменской губернии. По данным на 1926 год состояло из 100 хозяйств. В административном отношении являлось центром Ченчерского сельсовета Ларихинского района Ишимского округа Уральской области.

## Население
| 2010 |
| ---- |
| 427  |

По данным переписи 1926 года в селе проживало 411 человек (207 мужчин и 207 женщин), в том числе: русские составляли 100 % населения.
Согласно результатам переписи 2002 года, в национальной структуре населения русские составляли 83 % из 496 чел.